# Le Leslay
 Le Leslay  (en bretón Al Leslae) es una población y comuna francesa, situada en la región de Bretaña, departamento de Côtes-d'Armor, en el distrito de Saint-Brieuc y cantón de Quintin.

## Demografía
| 140 | 134 | 128 | 118 | 112 | 113 |
| Para los censos de 1962 a 1999 la población legal corresponde a la población sin duplicidades (Fuente: INSEE [Consultar]) |     |     |     |     |     |